# 허즈창
허즈창(和志强, 1934년 2월 6일 ~ 2007년 3월 21일)은 중화인민공화국의 정치인이다.

## 주요 이력
1956년 중국공산당 입당하였고 이어 같은 해 양상쿤 당시 중국공산당 중앙서기처 주임의 행정비서관이 되어 중공 정치에 초보를 디디었으며 이후 만년에는 1985년에서 1998년까지 중공 윈난 성장을 지냈다.